# واینهایم
شهر واینهایم (به آلمانی: Weinheim) در ایالت بادن-وورتمبرگ در کشور آلمان واقع شده‌است.

## جستارهای وابسته

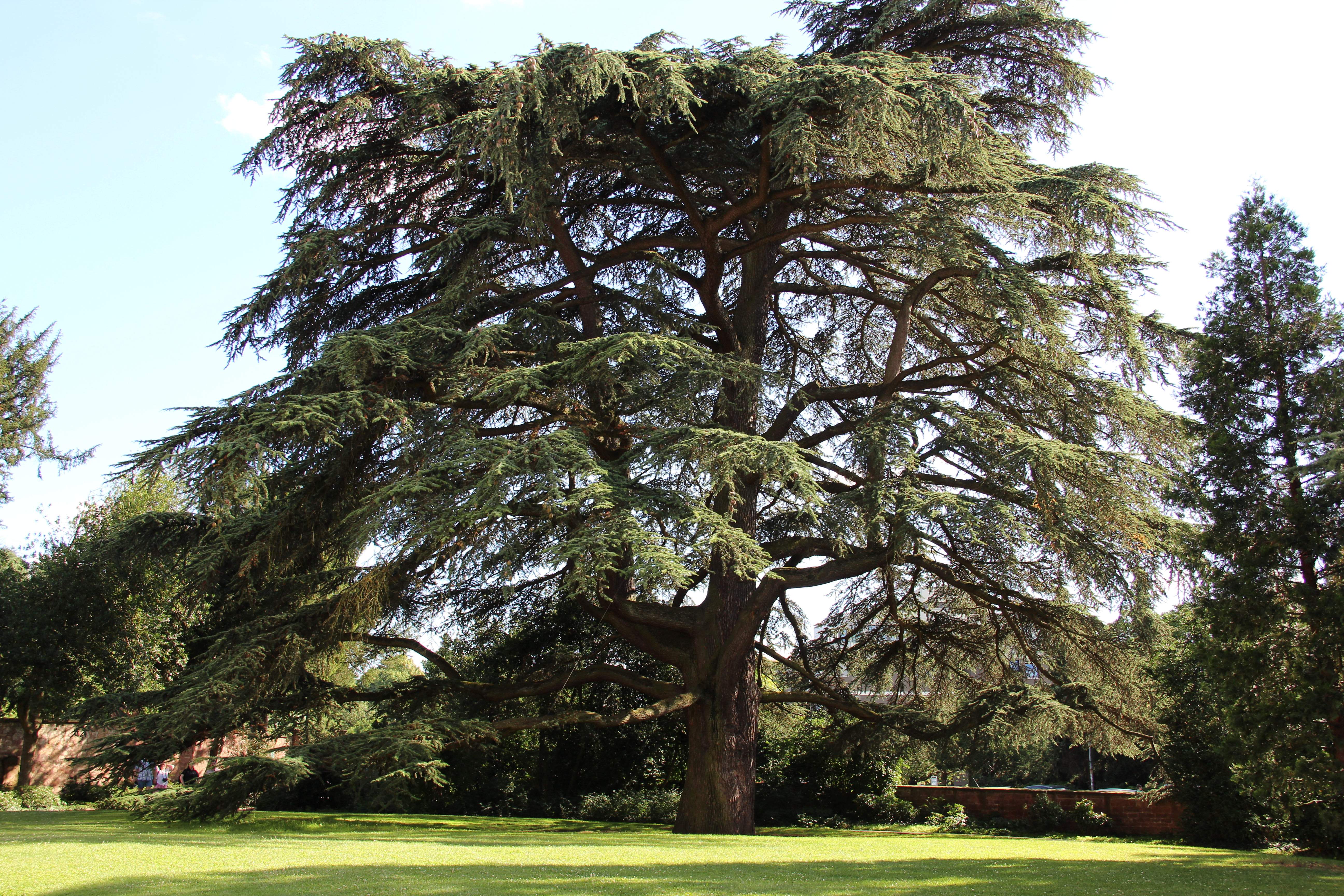
Lebanon Cedar in Schlosspark